# Mitanni
Mitanni (z churritského 𒆳𒌷𒈪𒋫𒀭𒉌, Mi-ta-an-ni') nebo také Churri či pod asyrským Chanigalbat (asyrsky 𒄩𒉌𒃲𒁁 Ḫa-ni-gal-bat), případně Naharin (z egyptského nhrn), bylo království v severní Mezopotámii existující v 15. až 14. století př. n. l. V období svého největšího rozmachu, během 14. století př. n. l., zahrnovalo území dnešního jihovýchodního Turecka, severní Sýrie a severního Iráku. Hlavním městem bylo Vaššukkani, jehož umístění není dosud přesně známo.
Království Mitanni je považováno za feudální uskupení pod vedením válečné šlechty indoevropského původu, která obsadila území Levanty v období 17. století př. n. l.; jeho vliv je patrný z písemných pramenů pocházejících z tohoto období. K zániku mitannského státu došlo kolem roku 1200 př. n. l.

## Geografie
Mitanni v severní Mezopotámii sahala od Nuzi (moderní Kirkúk) a řeky Tigris na východě, k Aleppu a střední Sýrii (Nuhašše) na západě. Jeho centrem bylo údolí řeky Chábúr, se dvěma hlavními městy: Vaššukkanni, v asyrských záznamech zvaném Usššukana, (vasu khani by v sanskrtu znamenalo „důl bohatství“; baškani v moderní kurdštině znamená „dobrý vodní zdroj“) a později Taite (v asyrských záznamech zvanými Taidu). Celá oblast umožňuje zemědělství bez umělého zavodňování.

## Název
„Toto království bylo současně známo pod třemi jmény: Mitanni, Churri a Chanigalbat (a Egypťanům a Kanaáncům také pod čtvrtým jménem, západosemitským názvem Naharin nebo Naharim). Všechna jména byla ekvivalentní a zaměnitelná,“ tvrdí Michael C. Astour.
Chetitská kronika uvádí lid zvaný Churri (Ḫu-ur-ri), sídlící v severovýchodní Sýrii. Chetitský dokument, pravděpodobně z doby vlády Muršiliše I., se zmiňuje o „králi Churritů“ nebo „Churritech“. Assyrsko-akkadský překlad textu přepisuje slovo „Churri“ jako Chanigalbat. Tušratta, který vystupoval sám jako „král Mitanni“ v dopisech nalezených v el-Amarně, se vyjadřuje o svém království jako o Hanigalbatu. Egyptské písemné zdroje nazývají Mitanni nhrn, což se obvykle přepisuje jako Naharin. Akkadské slovo pro „řeku“ zní podobně.
Název Mitanni se poprvé objevuje v pamětech egyptského astronoma a výrobce hodin Amenemheta (přibližně 1480 př. n. l.), který píše, že se vrátil ze země Me-ta-ni.

## Historie
Žádné přímé zdroje informací o historii Mitanni nebyly dosud nalezeny. Naše informace jsou založeny na asyrských, chetitských a egyptských zdrojích. Často není možné ani stanovit soudobost mezi vládci různých zemí a měst.

### Vznik
Na počátku 2. tisíciletí př. n. l. vznikaly v oblasti od severní Sýrie až k pohoří Zagros malé státy s vládnoucími dynastiemi churritského původu. V té době bojovali s Asyrskou říší, kde vládl Šamši-Adad I. Jeho nástupce Išme-Dagán I. uzavřel s Churrity mír. Churrité se pokoušeli o výbojné války, na krátkou dobu pravděpodobně ovládli hlavní město asyrské říše Aššúr. Později Churrité porazili slabé asyrské panovníky a Asýrii si udrželi až do šedesátých let 14. stol. př. n. l.
V 17. století napadli říši Chetitů, kde však byli neúspěšní a tamější panovník Chattušiliš I. jejich útok odrazil. Jeho nástupce Muršiliš I. uzavřel proti Churritům koalici s Kassity.
Mezitím neustále probíhaly boje s Chetity. Churrité byli silnější a podařilo se jim dokonce zajmout sestru krále Muršiliše I. Charapšiliš s jejími syny. Oslabení Chetitů a dobytí Asýrie vedlo k vytvoření mocenského vakua v oblasti horního toku řeky Tigris. Churritské kmeny se spojily pod vládou jedné dynastie a založili zde v 80. letech 16. století př. n. l. churritský stát Maitani, později nazývaný Mitanni.
Království bylo tvořeno konfederací knížectví Chanigalbat (Hanigalbat, s kmenovým územím kolem Nisibisu), Aštata (země na západním břehu Eufratu, naproti soutoku s Balíchem) a Alše či Alzie (země na jihu horního toku Eufratu, jižně od Antitauru). Centrum nově vzniklého státu leželo v povodí řek Balích a Chábúr. Hlavní město Vaššukkani leželo patrně na dolním toku Cháburu (snad dnešní Tell Facháríja).

### Rozšiřování území
Prvním panovníkem, jehož jméno známe, byl Kirta, který vládl asi do roku 1550 př. n. l. Za jeho vlády došlo patrně k rozšíření území na úkor Chetitů do maloasijské Kilíkie.
Jeho nástupcem se stal jeho syn Šuttarna (asi 1550–1530 př. n. l.). Za jeho vlády se Mitanni pravděpodobně poprvé střetla se starověkým Egyptem. Po smrti Šuttarny se panovníkem stal jeho syn Parattatarna (asi 1530–1500 př. n. l.). Rozšířil území království směrem na západ, jeho vazalem se stal Idrimi, vládce země Mukíš, součástí Mitannského království se stalo území Kilíkie. V této době se egyptský faraon Thutmose I. vydal s vojenskou výpravou na území Mitanni. S mitannským vojskem se úspěšně střetl na jih od Karchemiše.
Po Parattarnovi krátce vládl Paršatatar a po něm Šauštatar (asi 1500–1450 př. n. l.). Za jeho panování dosáhlo Mitanni své největší rozlohy. Kolem roku 1525 př. n. l. však několikrát mitannské vojsko porazil egyptský faraon Thutmose III. a oslabení království využila také Chetitská říše a pravděpodobně dobyla sídelní město Vaššukkanni.

### Vrchol Mitannského království
Po Šauštatarovi se dostal na trůn jeho syn Artatama I. (asi 1450–1400 př. n. l.). Za jeho vlády Chetité dobyli mitannské město Aleppo v severní Sýrii. Mitanni uzavřelo proti Chetitům spojenectví s egyptským faraónem Amenhotepem II. Pro potvrzení spojenectví přijal faraon Thutmose IV. za manželku Artatamovu dceru. Tato dcera byla pravděpodobně matkou Amenhotepa III.
Egypt přenechal mitannskému království sídelní město Mukíše Alalach, vazalem Churritů se stalo opět město Aleppo a později se vazalským městem mitannského království stala Kizzuwatna (Kilikie). Mitannské království se dostalo na vrchol své moci.
Syn Artatamy I. Šuttarna II. (asi 1400–1390 př. n. l.) pokračoval v přátelských vztazích s Egyptem a svou sestru (nebo dceru) Gilu-chepu provdal za Amenhotepa III. Po Šuttarnově smrti se dostal k moci vojenský velitel Utchi, který vládl jako regent za ještě nedospělé Šuttarnovy syny. Za své vlády nechal staršího ze Šuttarnových synů Artašuwaru zavraždit.
V roce 1380 př. n. l. byl Utchi mladším synem Tušrattou (1380–1350 př. n. l.) sesazen a popraven. Tušratta musel ještě obhájit trůn před uzurpátorem Artatamem. Svou dceru Tadu-chepu provdal za Amenhotepa III. Za jeho vlády území Mitanni sahalo od Kilíkie a Sýrie přes severní Mezopotámii až po celou Asýrii. Mitanni však bylo vojensky závislé na Egyptu.

### Úpadek a pohlcení Asýrií
V Chetitské říši nastoupil během této doby na trůn Šuppiluliumaš I. Napadl vazalské státy Mitanni v severní Sýrii a nahradil jejich vládce svými věrnými osobami. Začal tak I. válku syrskou. Pokusil se napadnout také samotné Mitannské království, byl však odražen. Uzavřel alespoň spojenectví s Tušrattovým odpůrcem Artatamou. V té době se začala Asýrie osamostatňovat. Z mitannské nadvlády ji vymanil Eríba-Adad I. (1392–1366 př. n. l.).
Po roce 1360 př. n. l. zahájil chetitský panovník Šuppiluliumaš I. II. válku syrskou. Uzavřel spojenectví s ugaritským králem Niqmaddem. Mitanni útok opět odrazilo, ale Šuppiluliumaš I. mitannské království obešel ze severu (se svolením místního krále) a napadl Mitanni z druhé strany. Dobyl několik pevností (Kutmar a Sutta) a obsadil sídelní město Vaššukkani. Tušratta z Vaššukkani unikl, ale byl zanedlouho zavražděn vlastním synem Kurtiwazou. Z Vaššukkani vytáhl Šuppiluliumaš do Sýrie, kde obsadil mitannská knížectví Chalab, Mukiš, Neja, Kadeš a další. Pevnost Karchemiš dobyl po dlouhém obléhání kolem roku 1352 př. n. l.
Tušrattovým nástupcem se stal Šuttarna III. a také Kurtiwaza (po roce 1350 – cca 1330 př. n. l., který přijal též jméno Šattiwaza). Mitannské království se tak rozdělilo na dvě části. Šattiwaza se stal vazalem Chetitské říše a jeho království se rozkládalo pouze v údolí řeky Chábúr. Šattiwaza se sice z vazalství brzy vymanil, ale musel čelit stále sílícímu tlaku Asýrie.
Po roce 1330 př. n. l. se podařilo Šattiwazovu nástupci Šattuarovi I. (cca 1330–1300) znovu mitannské království sjednotit, i když v menší územní rozloze. Sýrie zůstala Chetitům a Asýrie zůstala samostatná.
Kolem roku 1308 př. n. l. se pokusil Šattuara své území rozšířit a vpadl do Asýrie, byl však poražen a dokonce zajat asyrským panovníkem Adad-nirárím I. Tomu musel potvrdit své vazalství.
Po smrti Šattuary se dostal na trůn jeho syn Wasašatta. Sídelní město přesunul do Taidi a pokusil se vymanit ze svého vazalství. Byl však mezi Karchemiší a Charránem poražen a zajat s celou svojí rodinou. Na jeho místo byl dosazen asyrský místodržící. Království Mitanni tak zaniklo. Po jeho zániku se jednotlivá churritská knížectví osamostatnila a potvrdila své vazalské vztahy k Asýrii.

### Konečný zánik
Kolem roku 1275 př. n. l. se Churrité v knížectví Chanigalbat vzbouřili a pokusili se z vazalství vymanit. Povstání vedl král Šattuara II. V té době Adad-nárárí I. zemřel a Churrité se pokusili změny na asyrském trůně využít. Spojili se s Chetity a nomádským kmenem Achlamu. Jejich koalice ale byla nástupcem Adad-nárárího Salmanasarem I. poražena a Šattuara musel uprchnout. Země opět dostala asyrské místokrále a následovalo úplné spojení s Asýrií a postupné splynutí churritského obyvatelstva se semitským.

## Obyvatelstvo
Etnický původ obyvatel Mitanni je obtížné zjistit. Z rozboru vlastních jmen lze usuzovat, že zde byla část etnika příbuzná indoevropským kmenům. Potvrzují to také jména indických bohů, o kterých jsou zmínky ve smlouvách mezi chetitskou říší a mitannskou říší. Churritský jazyk, úzce příbuzný s urartejštinou, však byl – oproti indoevropským jazykům – aglutinační. Pravděpodobná je příbuznost obyvatel s Kassity a obyvateli Urartu.
Vládnoucí vrstva používala při správě země churritštinu i akkadštinu. Churritské části textu v dopisech nalezených v el-Amarně, které jsou obvykle vloženy do textu psaného akkadsky, naznačují, že královská rodina mluvila též churritským jazykem.
Churrité žili v povodí Tigridu a přilehlých oblastech patrně až do 1. tisíciletí př. n. l.

### Árjovský superstrát
V jazyce Mitanni lze nalézt slova, která odpovídají indoárijským jazykům, proto lze předpokládat, že byl původní churritský živel překryt árjským superstrátem, jehož nositeli byla koně chovající aristokracie. Tato slova tak jsou nejstarším dokladem indoárijského, ale také indoíránského jazyka. Vládnoucí elitu v království Mitanni tvořila „vojenská šlechta“ marjanni, mitannští bojovníci byli nazýváni marja (churritsky: marja-nnu), což odpovídá termínu (mladý) bojovník v sanskrtu; stejně tak výrazy z chetitských příruček o chovu koní psaných Mitannci jako aikawartanna nebo tierawartanna odpovídají sanskrtskému vartana „otáčet“ a číslovkám aika a tri. Zajímavá jsou především jména božstev uvedených v mírové smlouvě krále Šattivazy přibližně z roku 1380 př. n. l., která stvrzuje loajalitu chetitskému králi Šuppiluliumašovi, a jež odpovídají bohům védské Indie:
- Mitra – védský Mitra
- Uruwana/Aruna – védský Varuna
- Indara – védský Indra
- Našattija – védští Ašvinové, zvaní též Nasátjové[8]

Z těchto faktů lze předpokládat, že v 16. století př. n. l., kdy vzniklo království Mitanni, už došlo k rozpadu indo-íránské jednoty. Indoárijci pravděpodobně obývali jižní část indoíránského území a při své cestě po východních březích Kaspického moře, když dorazili do pouštních oblastí východního Íránu, se rozdělili. Menší část vyrazila na západ a založila Mitanni, větší odešla na východ a před počátkem 15. století dorazila do indického Paňdžábu. Íránci se vydali na jih až o několik století později a rozdělili se podobným způsobem na Médy a Peršany na západě a na východní Íránce, zatímco zbytek zůstal na severu a vstoupil do dějin od 6. století př. n. l. jako Skytové a Sarmati.